# Francisco Javier Pistilli Scorzara
Francisco Javier Pistilli Scorzara ISch (Assunção, Paraguai, 26 de maio de 1965) é bispo de Encarnación.
Francisco Javier Pistilli Scorzara ingressou no Instituto Secular dos Padres de Schoenstatt e recebeu o Sacramento da Ordem em 10 de maio de 1997.
Em 15 de novembro de 2014, o Papa Francisco o nomeou Bispo de Encarnación. O bispo de Caacupé, Catalino Claudio Giménez Medina, concedeu-lhe a consagração episcopal em 20 de dezembro do mesmo ano. Co-consagradores foram seu antecessor Ignacio Gogorza Izaguirre SCI di Béth e o Bispo de Amos, Gilles Lemay.